# Val de San Vicente
Val de San Vicente là một đô thị trong tỉnh và cộng đồng tự trị Cantabria, Tây Ban Nha. Đô thị này có diện tích là 50,9 ki-lô-mét vuông, dân số năm 2009 là 2784 người với mật độ 54,7 người/km². Đô thị này có cự ly km so với tỉnh lỵ Santander.